# Плагиогирия
Плагиогирия (лат. Plagiogyria) — род папоротников монотипного семейства Плагиогириевые (Plagiogyriaceae) порядка Циатейные (Cyatheales).

## Ботаническое описание
Корневище деревянистое, короткое, прямостоячее, густо покрытое основаниями черешков листьев.
Листья простые, перистые, с резко выраженным диморфизмом, образуют розетку на верхушке стволика.
Сорусы расположены на нижней поверхности листа и тянутся вдоль развилок боковых жилок. Индузий отсутствует. Спорангии с полным кольцом, тонкостенные, с длинными ножками, раскрываются щелью, содержат по 48 спор.

## Ареал и экология
Распространены в Азии от Новой Гвинеи до Гималаев: встречаются в Китае, Японии, на Курильских островах. Также растут в Америке: от Мексики и до широты Рио-де-Жанейро. Предпочитают кислые болотистые почвы.

## Таксономия
Род Плагиогирия включает 12 видов:
- Plagiogyria adnata (Blume) Bedd.
- Plagiogyria assurgens Christ
- Plagiogyria egenolfioides (Baker) Copel.
- Plagiogyria euphlebia (Kunze) Mett.typus[1]
- Plagiogyria falcata Copel.
- Plagiogyria glauca (Blume) Mett.
- Plagiogyria japonica Nakai
- Plagiogyria matsumureana (Makino) Makino — Плагиогирия Матсумуры
- Plagiogyria pectinata (Liebm.) Lellinger
- Plagiogyria pycnophylla (Kunze) Mett.
- Plagiogyria rankanensis Hayata
- Plagiogyria stenoptera (Hance) Diels